# Stockaryd station
Stockaryd station är en järnvägsstation belägen i Stockaryd, Sävsjö kommun. Stationen invigdes år 1864 i samband med öppnandet av Södra Stambanan. Stationen var av en träkonstruktion men brann ner följande år. Då uppfördes den i tegel som finns kvar än idag. År 1976, slutade SJ:s tåg att göra uppehåll och stationen lades ned. År 1995 fick Stockaryd en ny järnvägsstation, som blev slutstationen för Krösatågen på sträckan (Nässjö-Sävsjö-Stockaryd). Stationen var till skillnad från den gamla, belägen längre söderut vid ett vändspår för Krösatågen, intill Södra Stambanan. År 2007 förlängdes vissa avgångar från Stockaryd till Alvesta. År 2011 byggdes en ny station med 2 plattformar på den gamla ursprungliga platsen vid stationshuset, som invigdes 4 januari 2012. Idag går Krösatågen på sträckan (Jönköping-Nässjö-Sävsjö-Stockaryd-Alvesta-Gemla-Växjö).

## Tågtrafik
| Linje | Sträcka                               | Tidtabell |
| ----- | ------------------------------------- | --------- |
| 89    | Jönköping-Nässjö-Sävsjö-Alvesta-Växjö | [ 6 ]     |

## Busstrafik
| Linje | Sträcka                            | Tidtabell |
| ----- | ---------------------------------- | --------- |
| 363   | Sävsjö-Stockaryd-Rörvik-Lammhult   | [ 7 ]     |
| 364   | Sävsjö-Vrigstad-Stockaryd-Lammhult |           |